# Nunca te diré adiós
Nunca te diré adiós é uma telenovela venezuelo-peruana exibida em 2005 pela Venevisión.

## Elenco
- Luis Caballero - Juan Francisco
- Harry Geithner - Ricardo Alvarado
- Paola Yoyos - Maky